# Swall Meadows
Swall Meadows è un census-designated place nella Contea di Mono in California. Si trova sullo Sherwin grade ad un'altezza di 6100 - 6,800 piedi pari a 2100 metri in un ambiente di tipo subalpino. 
Swall Meadows si trova 20 miglia (32 km) nord di Bishop e 25 miglia (40 km) sud di Mammoth Lakes (distanza autostradale).
Il codice di avviamento postale è 93514.